# Dolní Zálezly
Dolní Zálezly – gmina w Czechach, w powiecie Uście nad Łabą, w kraju usteckim. Według danych z dnia 1 stycznia 2014 liczyła 561 mieszkańców.
W miejscowości jest przystanek kolejowy Dolní Zálezly.